# 나딘 가너
너딘 가너(Nadine Garner, 영어 발음: /nəˈdin/, 1970년 12월 14일 ~ )는 오스트레일리아의 배우이다.

## 출연 작품

### 영화
- 북 오브 레버레이션 (2006)

### 텔레비전
- 네이버스 (1985)
- 블루 워터 하이 (2005-06)